# Ильяс-Кая (монастырь)
Ильяс-Кая — развалины укреплённого монастыря X—XIII века (судя по топониму — св. Ильи), расположенные на скале на вершине одноимённой горы на Южном берегу Крыма, неприступной с севера, юга и запада — подъём возможен только по крутому восточному склону.

## Описание
Монастырь был ограждён крепостной стеной длиной более 50 м (в настоящее время практически полностью разрушенной) из бута на известковом растворе, площадь монастыря 1,9 гектара. Внутри укрепления в 1966 году Е. А. Паршиной и О. И. Домбровским был раскопан храм размерами 4,7 на 9,35 м (внутренние размеры 3,5 на 7,3 м), ориентированный апсидой на северо-восток. Церковь была построена также из бута на песчано-известковом растворе (фундамент выступал за пределы стен, их толщина 60—80 см), вход, шириной 1 м, находился в западной стене, внутри — аркосолий с 11 погребениями, в во сточной части сохранялись остатки предалтарной преграды. Храм был безкупольным, со стропильной крышей, покрытой черепицей, судя по клеймам — произведённой где-то в окрестностх Ласпи. По итогам раскопок храм был датирован Домбровским IX—X веком, В. Л. Мыц считает, что монастырь существовал в X—XIII веке. А. Ю. Виноградов, анализируя надпись (не опубликованную) на найденном в 1976 году Е. А. Паршиной обломке колонны, предложил её датировку XI—XII веком.

## История изучения
Первое упоминание о развалинах оставил В. Х. Кондараки в статье 1868 года, Н. Л. Эрнст в работе 1935 года писал о руинах часовни и месте паломничества на Ильяс-Кая, в 1967 году проводились раскопки экспедицией Института археологии АН УССР под руководством О. И. Домбровского. В 1976 году исследования в урочище Ласпи проводила группа Е. А. Паршиной, давшие ряд интересных находок.